# Jakub Engilgeri
Jakub Engilgeri – pleban świdnicki w latach 1358–1365. Z historią Wrocławia łączy go urząd oficjała wrocławskiego, który sprawował w latach 1361–1363, 1367–1372, 1373, 1374 oraz 1374–1375. Od 1361 r. piastował również godność kanonika lubuskiego, a od 1363 r. przez kilka miesięcy także kanonika legnickiego. Od 1367 r. występuje w dokumentach z tytułem kanonika wrocławskiego. Pochodził z wrocławskiej rodziny mieszczańskiej notowanej w źródłach od 1264 r. Zmarł przed 30 stycznia 1376 r. Posługiwał się dwoma pieczęciami: okrągłą z herbem rodowym wiszącą przy dyplomie z 15 czerwca 1362 r. oraz ostroowalną z wyobrażeniem św. Jana Chrzciciela uwierzytelniającą 27 dokumentów z lat 1362–1374.